# Ben Seresin
Benjamin Paul „Ben“ Seresin (* 3. November 1962) ist ein neuseeländischer Kameramann.

## Leben
Ben Seresin wurde 1962 als Kind eines russischen Vaters und einer neuseeländischen Mutter in Neuseeland geboren.
Er kam Anfang der 1980er Jahre nach Australien, um dort in die Filmindustrie einzusteigen. Die ersten Jahre war er als Kameraassistent tätig und filmte vor allem Werbespots. Seit Anfang der 1990er Jahre ist er Kameramann für Film und Fernsehen. Seit 1992 lebt er im Vereinigten Königreich. Sein Debüt als Kameramann eines Kinofilms gab er 1997 bei der Krimikomödie Die James Gang. Danach folgten Arbeiten als Kameramann der Second Unit für Kinofilme wie Lara Croft: Tomb Raider oder Terminator 3 – Rebellion der Maschinen. Ab der Mitte der 2000er Jahre übernahm er zunehmend Projekte, bei denen er hauptverantwortlicher Kameramann war. Für seine Arbeit am Actionfilm Unstoppable – Außer Kontrolle wurde er 2010 für den Satellite Award nominiert.
Er ist seit dem Jahr 2010 Mitglied BSC und seit dem Jahr 2011 Mitglied der ASC.

## Filmografie (Auswahl)
- 1997: Die James Gang (The James Gang)
- 1999: Best Laid Plans
- 2000: Circus
- 2004: Good Woman – Ein Sommer in Amalfi (Good Woman)
- 2006: Gone – Lauf um dein Leben (Gone)
- 2009: Free Agents (Fernsehfilm)
- 2009: Transformers – Die Rache (Transformers: Revenge of the Fallen)
- 2010: Unstoppable – Außer Kontrolle (Unstoppable)
- 2013: Broken City
- 2013: World War Z
- 2013: Pain & Gain
- 2017: Die Mumie (The Mummy)
- 2019: Das Verschwinden von Madeleine McCann (The Disappearance of Madeleine McCann, Dokuserie, 8 Episoden)
- 2019: And We Go Green (Dokumentarfilm)
- 2021: Chaos Walking
- 2021: Godzilla vs. Kong
- 2023: The Mother
- 2024: Godzilla × Kong: The New Empire

## Auszeichnungen
- 1998: Nestor Almendros Award for Best Young Cinematographer des Istituto Cinematografico Dell’Aquila[4]
- 2010: Satellite Award – Nominierung in der Kategorie Beste Kamera[1]